# Treinta y Tres
Pour les articles homonymes, voir Treinta y Tres (homonymie).
Treinta y Tres est un département situé à l'est de l'Uruguay.

## Géographie
Ses limites sont l'État du Brésil à l'est (les côtes de la Laguna Merín), les départements de Cerro Largo au nord, ceux de Durazno et de Florida à l'ouest, et enfin ceux de Lavalleja et de Rocha au sud.
Il y a peu de collines dans le département, une portion de la cuchilla Grande et la cuchilla de Carmen dans l'ouest, la cuchilla de Palomeque dans l'extrême sud, et l'asperezas del Yerbal au centre.

Toutes les rivières du départements s'écoulent vers la lagune Merín (Laguna Merín). Les plus importantes sont le Cebollatí qui s'écoule à la frontière sud du département, et le Tacuarí sur la frontière nord. L'Olimar est l'un des affluents les plus importants du Cebollatí et est primordial pour la population puisqu'il l'alimente en eau à l'aide de ses multiples affluents.

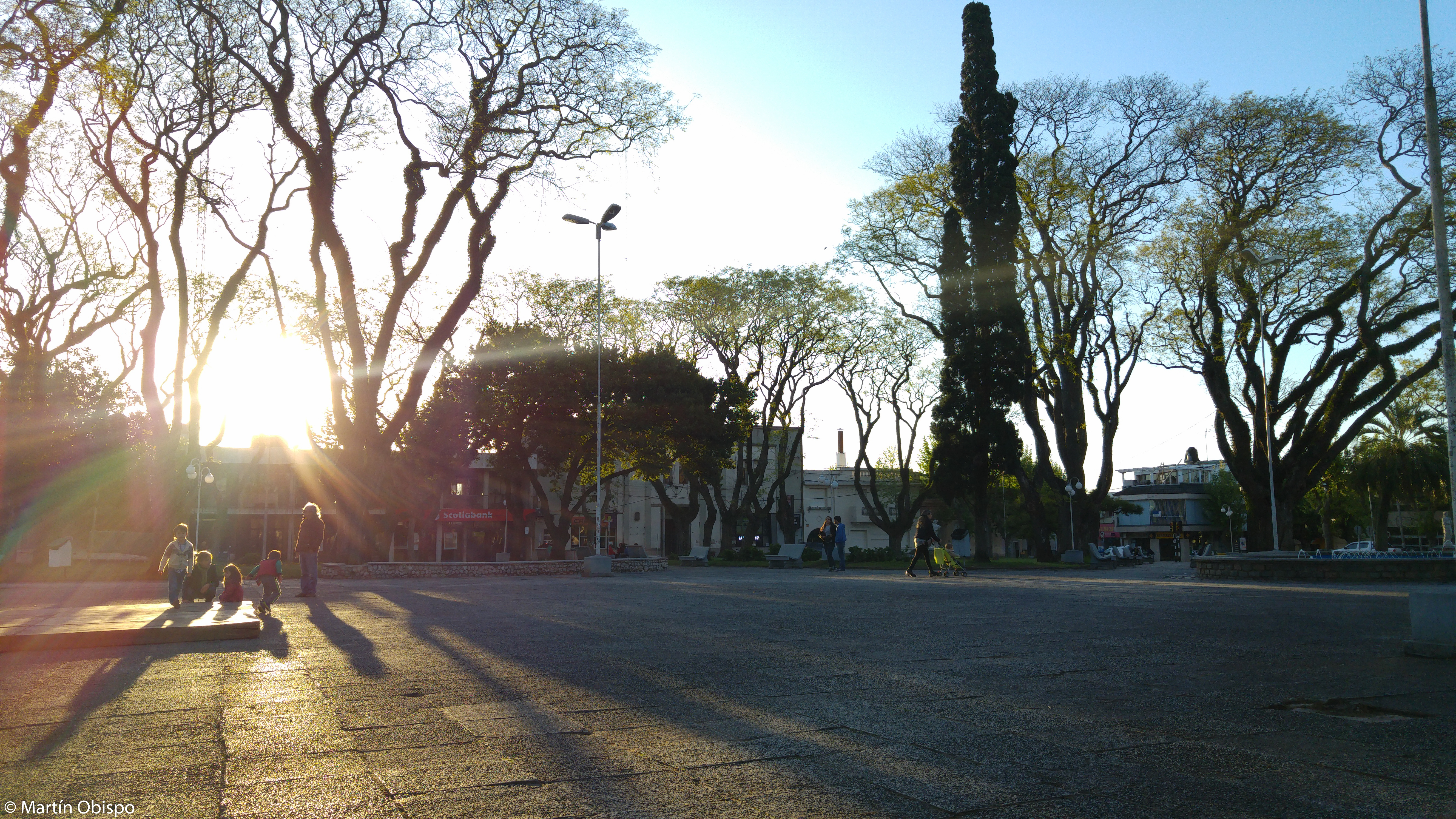
Plaza 19 de Abril, Trente-Trois, Uruguay

## Histoire
Le département était initialement compris entre le Cerro Largo et le Lavalleja et fut créé en 1884.

Son nom vient des Treinta y Tres Orientales qui commencèrent la révolution uruguayenne sous les ordres de Juan Antonio Lavalleja en 1821.

## Population

### Villes les plus peuplées
Selon le recensement de 2004.
| Ville                    | Population |
| ------------------------ | ---------- |
| Treinta y Tres           | 25 711     |
| Ejido de Treinta y Tres  | 6 115      |
| Vergara                  | 3 986      |
| Santa Clara de Olimar    | 2 305      |
| Cerro Chato              | 1 661      |
| General Enrique Martínez | 1 513      |
| Villa Sara               | 1 056      |

### Autres villes
| Ville            | Population |
| ---------------- | ---------- |
| Estación Rincón  | 742        |
| Arrozal          | 432        |
| Isla Patrulla    | 236        |
| Valentines       | 217        |
| Mendizábal       | 84         |
| María Albina     | 74         |
| Villa Passano    | 55         |
| Puntas del Parao | 49         |

## Économie
L'économie est principalement basée sur l'élevage, mais aussi sur l'agriculture avec le maïs, le riz et quelques céréales.

L'industrie du département est très liée à l'agriculture et à l'élevage mais aussi à la papeterie.